# Washington Mystics 2016
La stagione 2016 delle Washington Mystics fu la 19ª nella WNBA per la franchigia.
Le Washington Mystics arrivarono seste nella Eastern Conference con un record di 13-21, non qualificandosi per i play-off.

## Roster
| N° | Naz.                   | Ruolo | Sportivo            | Anno | Alt. | Peso |
| -- | ---------------------- | ----- | ------------------- | ---- | ---- | ---- |
| 2  | Stati Uniti (bandiera) | GA    | Kahleah Copper      | 1994 | 185  | 70   |
| 4  | Stati Uniti (bandiera) | G     | Tayler Hill         | 1990 | 178  | 66   |
| 5  | Australia (bandiera)   | G     | Leilani Mitchell    | 1985 | 165  | 63   |
| 6  | Grecia (bandiera)      | A     | Zōī Dīmītrakou      | 1987 | 188  | 71   |
| 8  | Stati Uniti (bandiera) | G     | Bria Hartley        | 1992 | 173  | 66   |
| 9  | Stati Uniti (bandiera) | C     | Kia Vaughn          | 1987 | 193  | 90   |
| 11 | Stati Uniti (bandiera) | A     | Ally Malott         | 1992 | 193  | 83   |
| 12 | Stati Uniti (bandiera) | G     | Ivory Latta         | 1984 | 168  | 65   |
| 14 | Stati Uniti (bandiera) | G     | Tierra Ruffin-Pratt | 1991 | 178  | 83   |
| 15 | Stati Uniti (bandiera) | G     | Natasha Cloud       | 1992 | 183  | 73   |
| 21 | Stati Uniti (bandiera) | A     | Tianna Hawkins      | 1991 | 191  | 87   |
| 30 | Stati Uniti (bandiera) | AC    | LaToya Pringle      | 1986 | 191  | 77   |
| 31 | Stati Uniti (bandiera) | C     | Stefanie Dolson     | 1992 | 196  | 97   |
| 33 | Belgio (bandiera)      | C     | Emma Meesseman      | 1993 | 193  | 83   |
| 41 | Canada (bandiera)      | G     | Jamie Weisner       | 1994 | 178  |      |

## Staff tecnico
- Allenatore: Mike Thibault
- Vice-allenatori: Marianne Stanley, Eric Thibault
- Preparatore atletico: Emily Fortunato
- Preparatore fisico: Michael Bugielski